# Zeiten des Aufruhrs (Roman)
 Zeiten des Aufruhrs (engl. Originaltitel: Revolutionary Road) ist der 1961 erschienene Debütroman des US-amerikanischen Schriftstellers Richard Yates. Der Roman erschien in der DDR unter dem Titel Das Jahr der leeren Träume 1975 erstmals in deutscher Sprache. 2002 kam eine neue Übersetzung heraus unter dem Titel Zeiten des Aufruhrs. Unter demselben Titel lief 2008 die Verfilmung in den deutschsprachigen Kinos an. Die wörtliche Übersetzung des Titels Revolutionary Road ist Straße der Revolution. In einer Straße dieses Namens, der sich auf den Amerikanischen Unabhängigkeitskrieg (englisch American Revolutionary War) bezieht, bewohnen die Protagonisten des Romans, die Eheleute Wheeler, ihr Eigenheim. Vor dem Hintergrund, dass ein Tonnengewicht von Anpassungsdruck jeden revolutionären Funken in den Herzen der beiden Romanfiguren erstickt, war die Titelwahl voll bitterer Ironie; Yates sagte dazu 1972 in einem Interview: „Im ganzen Land herrschte ein großes Verlangen nach Konformität, und zwar nicht nur in den Vorstädten – es war eine Art blinden und verzweifelten Sich-Klammerns an Sicherheit und Geborgenheit um jeden Preis“.
1962 war Zeiten des Aufruhrs für den National Book Award nominiert, unterlag aber gemeinsam mit dem Roman Catch-22 von Joseph Heller dem Roman Der Kinogeher von Walker Percy. Alle drei Romane gelten heute als Klassiker der Amerikanischen Literatur.

## Handlung
Der Roman spielt 1955 in einer typisch US-amerikanischen Vorstadt. Das Buch kreist um die Hoffnungen und Sehnsüchte von Frank und April Wheeler – ein junges Ehepaar, das glaubt, etwas Besseres als ihre Nachbarn zu sein, obwohl sie das gleiche konfektionierte Leben führen. April und Frank stammen aus kleinbürgerlichen Verhältnissen. Frank galt in seiner Jugend unter seinen Freunden als der, der „fürs Intellektuelle“ zuständig war, April träumte in einer Schauspielschule von einer Karriere als Star. Als die Handlung einsetzt, sind sie Ende 20 und bereits in gewissem Maß desillusioniert: April ist Hausfrau und Mutter, ihr Mann Frank geht als Büroangestellter einer in seinen Augen völlig stupiden Tätigkeit nach. Doch meinen beide noch, dass sie in naher Zukunft dem Trott entkommen, denn sie glauben sich zu Höherem berufen.
Der Roman beginnt mit der Schilderung eines Theaterabends in einer Schule. Eine Laienspielgruppe gibt das Stück Der versteinerte Wald von Robert E. Sherwood. April Wheeler hat die weibliche Hauptrolle. Ihr Mann hofft, ein Erfolg der Aufführung werde dazu führen, dass man in ihm den Intellektuellen sieht, für den er sich hält. Doch gerät alles zum Fiasko: Die Laienspieler sind überfordert, der kurzsichtige Spielleiter mit Halbglatze muss kurzfristig den jugendlichen Helden geben, weil der männliche Hauptdarsteller Durchfall hat, und April Wheeler agiert auf der Bühne hilflos und kopflos.
Auf dem Heimweg von der Theateraufführung kommt es zu einem heftigen Streit zwischen April und Frank. Wenig später beginnt Frank eine Affäre mit seiner Kollegin Maureen. Überzeugt, sie könnten so ihr konformes Vorstadtleben hinter sich lassen, schlägt April ihrem Mann vor, sie sollten mit den Kindern nach Frankreich auswandern. Frank kennt Paris von einem kurzen Aufenthalt während seiner Stationierung als Angehöriger der amerikanischen Streitkräfte und setzt seither Frankreich klischeehaft mit unkonventioneller Lebensführung gleich. April phantasiert sich in die Vorstellung hinein, sie würde dort schon Arbeit finden und hierbei so viel verdienen, dass Frank ein Studium an einer französischen Hochschule aufnehmen könne. Schon fühlt sich Frank Geistesgrößen wie Sartre nahe, von denen er einmal gehört hat, und macht sich und April vor, dass er über mehr als nur rudimentäre Französischkenntnisse verfügt. Die Hoffnung auf einen neuen Anfang in Frankreich bringt die Eheleute wieder enger zusammen, und Frank scheint auch seine Beziehung zu Maureen aufzugeben.
Der Frankreichtraum platzt, als April abermals schwanger wird. Frank beginnt sich jetzt zunehmend mit seiner Bürotätigkeit zu identifizieren und kann auf eine Beförderung hoffen. April erwägt eine Abtreibung, während Frank ihr einzureden versucht, dass sie auf Grund ihrer schweren Kindheit und Jugend psychiatrische Hilfe brauche. In ihrer Ausweglosigkeit gibt sich April Shep Campbell hin, einem Freund der Familie, während Frank seine Beziehung zu Maureen wieder aufnimmt. Schließlich versucht April das Kind, das sie erwartet, selber abzutreiben und verletzt sich dabei so schwer, dass sie an Blutverlust stirbt. Der Roman endet damit, dass ein neues Ehepaar in das Haus der Wheelers in der Revolutionary Road eingezogen ist.
Die kritische Einstellung des Ehepaars Wheeler zu dem Leben, das sie führen, wird von drei anderen Figuren des Romans geteilt. Wie die Wheelers reflektieren auch ihre Nachbarn und Freunde Shep und Milly Campbell ihre Vorbehalte gegen den American Way of Life, ohne dass freilich einer solchen Einsicht Taten folgen würden. Die Karikatur einer derartigen „Tat“ ist dagegen der Nervenkollaps von John Givings. John ist Sohn einer Immobilienmaklerin, die nach dem Urteil der Wheelers für alles steht, was sie ablehnen: das oberflächliche, geistlose, konsumorientierte, konformistische Amerika. Dem dummen und süßlichen Lächeln seiner Mutter, in dem dies alles kulminiert, entkommt John nur in der psychiatrischen Anstalt, in der er seit seinem Zusammenbruch lebt. Von dort bringt ihn Mrs. Givings zum gelegentlichen Lunch bei den Wheelers mit, weil sie davon überzeugt ist, dass er zu dem Ehepaar passt. Tatsächlich trifft John Givings' ehrliche, wenn auch erratische Verachtung für den Vorstadt-Lebensstil seiner Mutter auf Resonanz bei den Wheelers.

## Rezensionen
Jessica Schneider weist in einer Besprechung für The Moderate Voice darauf hin, wie effektiv Yates Dialoge einsetze. Yates sei in der Lage, packende, realistische und drehbuchreife Dialoge zu schreiben, verzichte darauf aber in Momenten, in denen sie der Leser auf Grund seiner Kenntnis der Charaktere und der Vertrautheit der Situation nicht benötige. Als Beispiel nennt sie die Szene, in denen Frank Wheeler sich von seiner Geliebten trennt. Die Szene wird eingeleitet mit dem Satz Ich glaube, wir sollten miteinander reden. Dann führt Yates fort:

„Was danach passierte, war selbst während es passierte weniger wie Wirklichkeit, sondern wie ein Traum. Nur Teile seines Bewusstseins waren daran beteiligt, der Rest war distanzierter Beobachter der Szene, beschämt und hilflos, aber doch relativ sicher, dass er bald aufwachen würde. Die Art, wie sich ihr Gesicht verfinsterte, als er zu reden begann, wie sie von seinem Schoss sprang und zu ihrem Morgenmantel flüchtete, den sie an ihrem Hals umklammert hielt als trüge sie einen Regenmantel in einem Wolkenbruch, während sie den Teppich auf und ab schritt – Gut; in diesem Fall braucht man wohl nichts mehr zu sagen, oder? Es gab überhaupt keinen Grund, dass du gekommen bist, oder? – das alles schien nichts als unangenehme Erinnerungen zu sein, ehe es auch nur geschah. Nicht anders verhielt es sich mit der Art, wie er ihr im Raum folgte, kläglich seine Hände wringend, während er sich entschuldigte und entschuldigte.“

Michael Schmidt nennt in einer Besprechung für die Neue Zürcher Zeitung Zeiten des Aufruhrs eine Momentaufnahme eines New Yorker Suburbs im Sommer 1955, die zu Unrecht vergessen sei. Dieser Roman habe beim Erscheinen ins Herz der Gesellschaft getroffen, er sei präzise im Detail, aber nicht so spöttisch wie etwa John Updike, und nicht so fatalistisch-lakonisch, wie Raymond Carver es später bei vergleichbaren Sujets vorgeführt habe.
Marion Lühe schreibt anlässlich der Neuübersetzung des Romans in der taz, dass Yates’ Roman das ebenso präzise wie eindringliche Psychogramm einer Ehe sei, die von Beginn an den „Virus des Scheiterns“ in sich trägt. Mit beißender Komik registriere Yates Hass und Gewalt unter der dicken Oberfläche kitschiger Sentimentalität, die versteckten Demütigungen und zerstörerischen Selbstvorwürfe, die Abgründe, die sich noch hinter den trivialsten Äußerungen auftun. In gestochen scharfen Momentaufnahmen führe er die Tragik zweier Menschen vor, die ihre Situation recht klar durchschauen und doch nicht die Kraft aufbringen, sich aus diesem „Zustand totalen Selbstbetrugs“ zu befreien.

## Verfilmung
John Frankenheimer dachte schon kurz nach dem Erscheinen von Zeiten des Aufruhrs über eine Verfilmung nach. Die Filmrechte erwarben 1967 zunächst der Produzent Albert S. Ruddy, dann der Schauspieler Patrick O’Neal, der den Film aber bis zu seinem Tode im Jahre 1994 nicht verwirklichte. Schließlich erwarb David Thompson die Rechte für BBC Films. Im März 2007 gründete BBC Films eine Partnerschaft mit DreamWorks, und die Rechte am weltweiten Verkauf des Films wurden Paramount, dem Besitzer von DreamWorks, überschrieben. Der Roman wurde schließlich von Sam Mendes 2008 unter dem gleichen Namen verfilmt; das Drehbuch hatte Justin Haythe verfasst.

## Ausgaben
- Revolutionary Road, Random House 2007, Epub ISBN 978-1-4464-2072-0.

## Einzelbelege
1. ↑  Henry, DeWitt and Clark, Geoffrey. An Interview with Richard Yates, Ploughshares, Winter, 1972
2. ↑  Revolutionary Road, Random House 2007, Epub ISBN 978-1-4464-2072-0. S. 10.
3. ↑  englischsprachige Rezension des Romans von Jessica Schneider, Januar 2008 (Memento vom 4. Januar 2008 im Internet Archive), aufgerufen am 17. August 2014
4. ↑  Revolutionary Road, Random House 2007, Epub ISBN 978-1-4464-2072-0. S. 149. Im Original lautet das Zitat: What happened after that, even while it was happening, was less like reality than a dream. Only a part of his consciousness was involved; the rest of him was a detached observer of the scene, embarrassed and helpless but relatively confident that he would soon wake up. The way her face clouded over when he began to talk, the way she sprang off his lap and fled for her dressing gown, which she clutched around her throat as tightly as a raincoat in a downpour as she paced the carpet - ‚Well; in that case there really isn't anything more to say, is there? There really wasn't any point in your coming over today, was there? - these seemed to exist as rankling memories even before they were events; so did the way he followed her around the room, abjectly twisting one hand in the other as he apologized and apologized.‘
5. ↑  Besprechung des Werks von Richard Yates, Neue Zürcher Zeitung, 2006, aufgerufen am 17. August 2014
6. ↑  Die Lügen der Vorstädte – Besprechung des Romans von Marion Lühe, taz, 11. März 2003, aufgerufen am 17. August 2014
7. ↑  Blake Bailey: Revolutionary Road – the Movie. Leonardo DiCaprio. Kate Winslet. Richard Yates’ dark novel is finally being made into a Hollywood movie. Auf: slate.com, 26. Juni 2007.
8. ↑  Pamela McClintock: DiCaprio, Winslet to star in ‘Road’. Duo together again for ‘Revolutionary’. In: Variety, 22. März 2007.